# Могильников Сергій Петрович
Сергій Могильников (рос. Сергей Могильников, нар. 28 вересня 1955, Усть-Каменогорськ) — казахський хокеїст, що грав на позиції нападника. Грав за збірну команду Казахстану. Згодом — хокейний тренер.

## Ігрова кар'єра
Професійну хокейну кар'єру розпочав 1975 року.
Протягом професійної клубної ігрової кар'єри, що тривала 23 роки, захищав кольори команд «Торпедо» (Усть-Каменогорськ), «Автомобіліст» (Караганда), «Металург» (Магнітогорськ) та «Рубін» (Тюмень).
Виступав за збірну Казахстану.

## Тренерська кар'єра
- 1997–2001 Молодіжна збірна Казахстану – асистент головного тренера
- 2001–2002 Юніорська збірна Казахстану – головний тренер
- 2002–2003 «Барис» (Астана) – головний тренер
- 2003–2007 «Горняк» (Рудний) – головний тренер
- 2007 «Барис» (Астана) – головний тренер
- 2008–2009 «Казахмис» (Сатпаєв)‎ – головний тренер
- 2010–2012 «Горняк» (Рудний) – головний тренер
- 2012 «Казцинк-Торпедо» – головний тренер